# Нгити
Нгити ([əŋˈɡiːti], также автоним ndruna), или южный ленду, — этнолингвистическая группа, расположенная в провинции Итури в Демократической Республике Конго. Во время Итурийского конфликта Фронт патриотического сопротивления Итури был сформирован как ополчение и политическая партия нгити.
По оценке Ethnologue, в 1991 году число говорящих на языке нгити составляло около 100 000 человек, проживавших на территории Ируму к югу от города Буниа. Для записи текстов используется латиница.

## Система счисления
Нгити имеют 32-ричную систему счисления с четверичным циклами.
| Число | Числительное |
| ----- | ------------ |
| 1     | atdí         |
| 2     | ɔyɔ          |
| 3     | ɨ̀bhʉ         |
| 4     | ɨ̀fɔ          |
| 8     | àrʉ̀          |
| 12    | otsi         |
| 16    | ɔpɨ          |
| 20    | àbà          |
| 24    | àròtsí       |
| 28    | àdzòro       |
| 32    | wǎdhɨ̀        |
| 64    | ɔyɔ wǎdhɨ̀    |
| 96    | ɨ̀bhʉ wǎdhɨ̀   |
| 128   | ɨ̀fɔ wǎdhɨ̀    |